# Svavelgul höfjäril

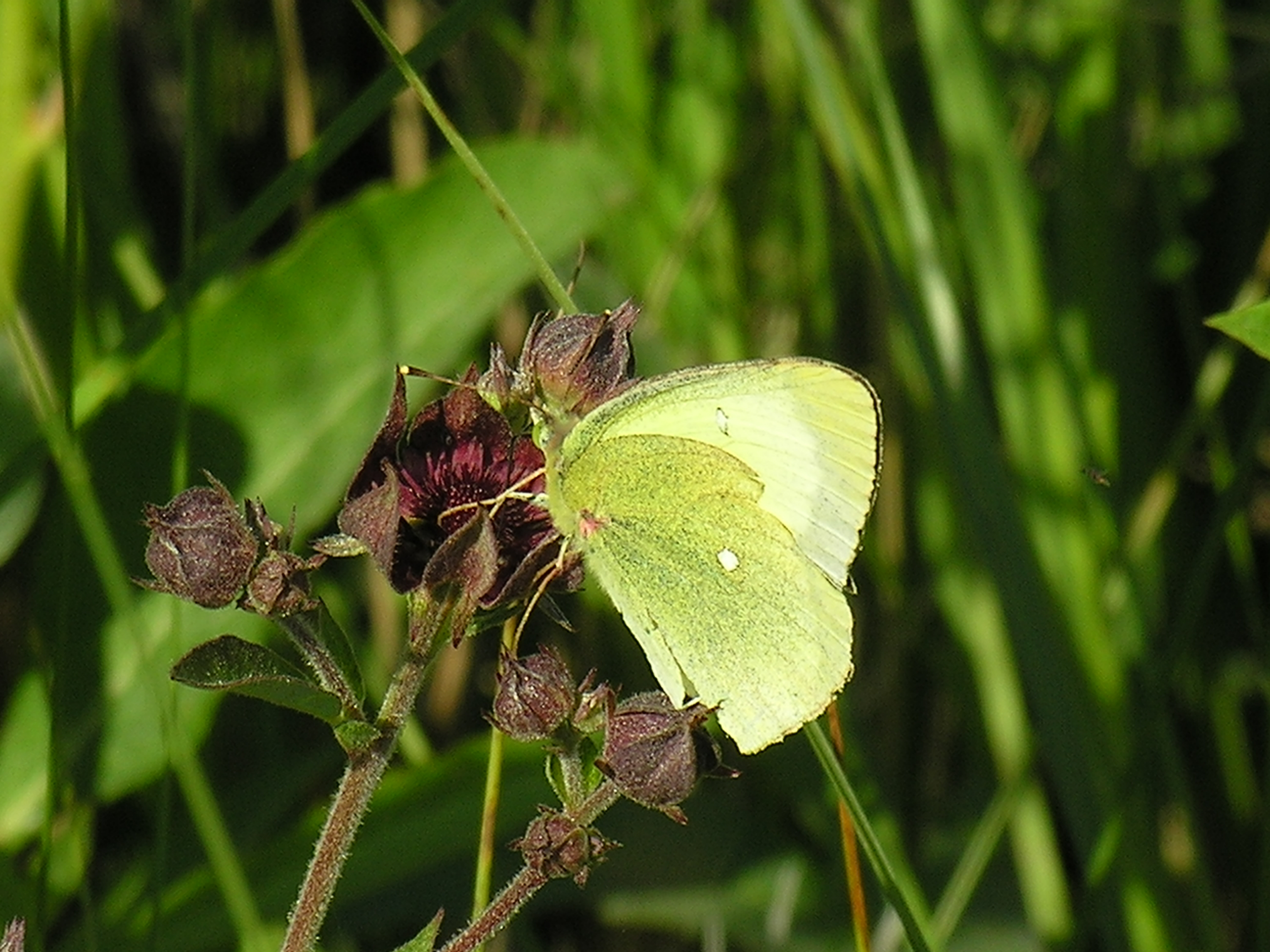
Svavelgul höfjäril i fält

Svavelgul höfjäril (Colias palaeno) är en dagfjäril  av familjen vitfjärilar. Arten är tätt knuten till odon (Vaccinium uliginosum) och förekommer därför huvudsakligen på fuktiga och näringsfattiga marker där denna växt trivs, som i övergångzonen mellan kärr eller myr och skog.
Imagon har ett vingspann på 45 till 55 millimeter. Hos hanen är vingarnas ovansida gula, antingen citrongula eller blekgula, medan honan drar mer åt blekt turkos. Vingarna är kantade av svarta bårder och på framvingarna finns vanligen ett par små diskfläckar vilka är svarta runt en vit mitt. Antennerna och vingarnas yttersta kant är rödaktiga.
Puppan är gulgrön och sitter på undersidan av ett odonblad. Det tar cirka två veckor för den svavelgula höfjärilen att utvecklas från larv till imago.
Larven är grön med en gul sidolinje.
Äggen är formade som små käglor och varierar i färg från gula till blodröda och läggs utspridda på ovansidan av bladen hos värdväxten odon. De kläcks efter en till två veckor.
Svavelgul höfjäril är Hälsinglands landskapsinsekt.